# Třitim
Třitim je vesnice, část obce Žimutice v okrese České Budějovice v Jihočeském kraji. Nachází se asi 3,5 kilometru západně od Žimutic. Je zde evidováno 88 adres. V roce 2011 zde trvale žilo 29 obyvatel.
Třitim je také název katastrálního území o rozloze 6,43 km².

## Historie
První písemná zmínka o vesnici pochází z roku 1407.

### Letecká havárie
Dne 7. září 1929 havaroval krátce po startu z vltavotýnského letiště u Čihovic západně od vsi vojenský letoun Aero AB 11-9. Oba letci, pilot desátník Václav Beneš a pozorovatel svobodník Václav Černý, v troskách zahynuli.

## Obyvatelstvo
| Rok            | 1869 | 1880 | 1890 | 1900 | 1910 | 1921 | 1930 | 1950 | 1961 | 1970 | 1980 | 1991 | 2001 | 2011 | 2021 |
| -------------- | ---- | ---- | ---- | ---- | ---- | ---- | ---- | ---- | ---- | ---- | ---- | ---- | ---- | ---- | ---- |
| Počet obyvatel | 201  | 212  | 207  | 185  | 170  | 160  | 141  | 114  | 118  | 54   | 35   | 29   | 19   | 29   | 26   |
| Počet domů     | 29   | 31   | 31   | 31   | 31   | 31   | 32   | 32   | 33   | 17   | 14   | 18   | 21   | 24   | 21   |

## Obecní správa
Při sčítání lidu v letech 1850–1923 Třitim byl osadou obce Dobšice v okrese Týn nad Vltavou. V letech 1923–1943 byl samostatnou obcí v okrese Týn nad Vltavou. V letech 1943–1945 byl znovu osadou obce Dobšice, ale v letech 1945–1964 byl uváděn znovu jako obec, se kterým patřil nejprve do okresu Týn nad Vltavou, ale od roku 1960 v okrese České Budějovice. Od 14. června 1964 do 31. prosince 1975 byl znovu částí obce Dobšice v okrese České Budějovice. Od 1. ledna 1976 je částí obce Žimutice v okrese České Budějovice. Poté se Dobšice opět osamostatnily, ale Třitim již zůstal součástí Žimutic.

## Pamětihodnosti
- Tři mohylníky

## Galerie

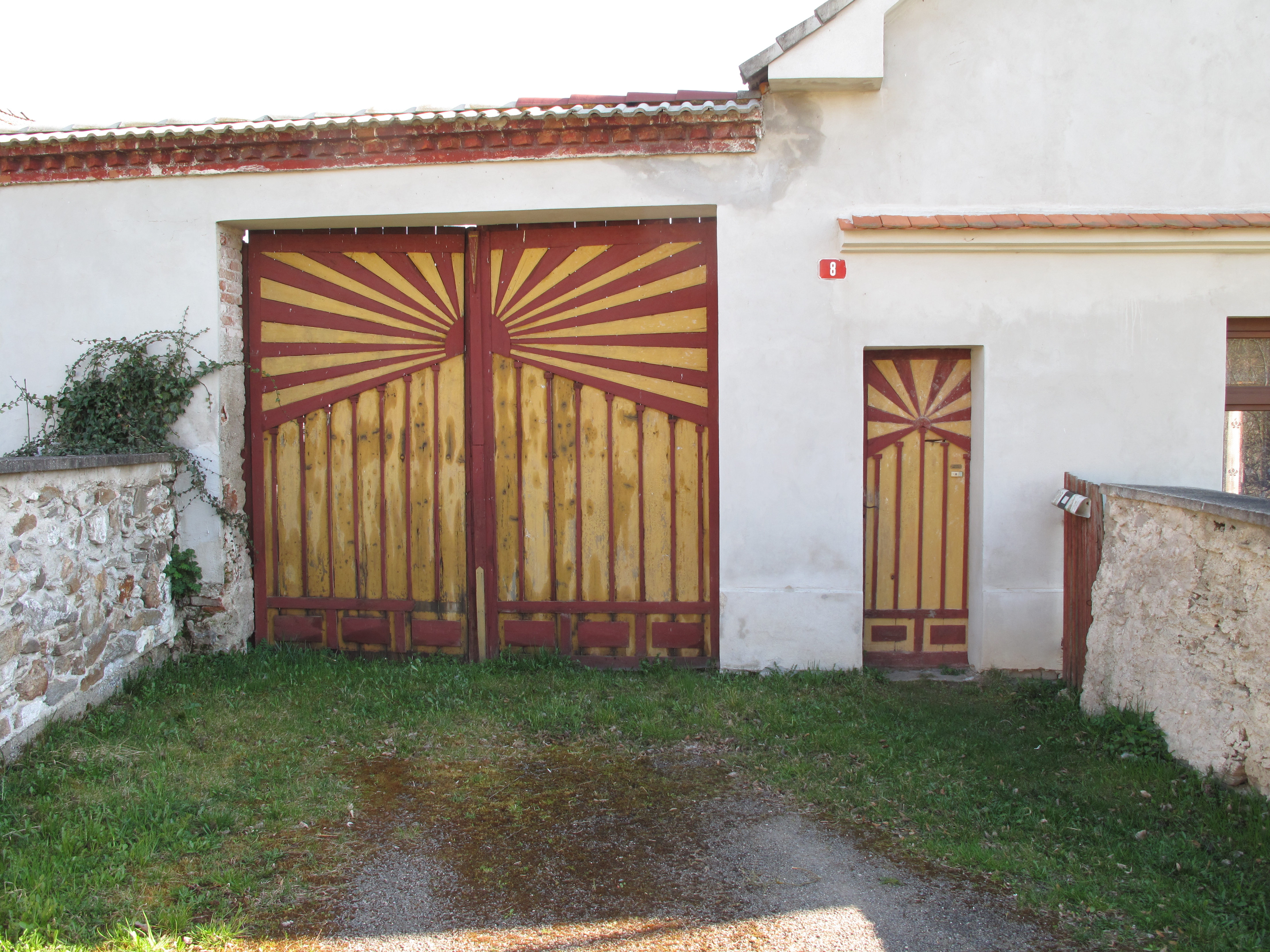
Vrata
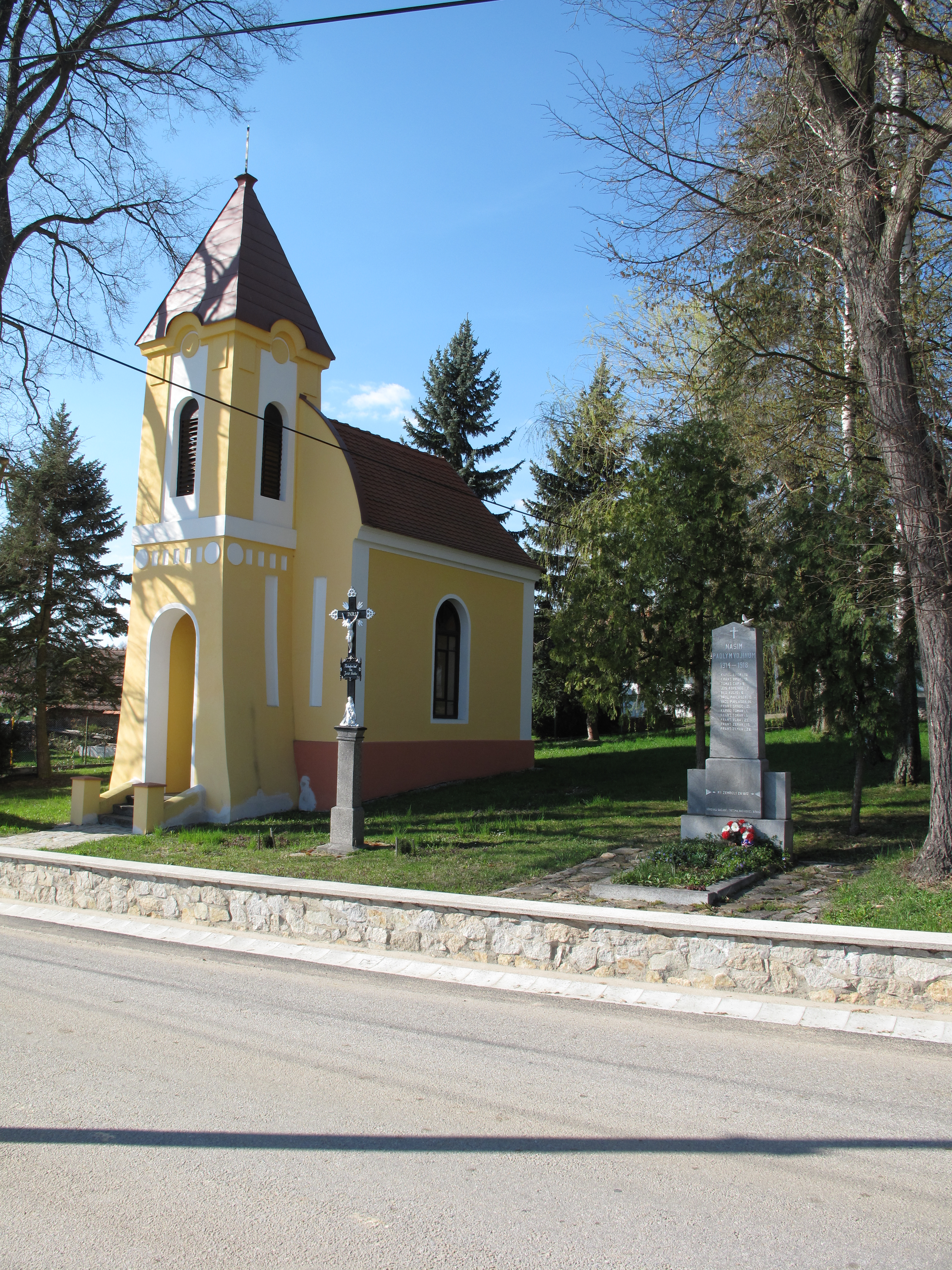
Kaple a pomník
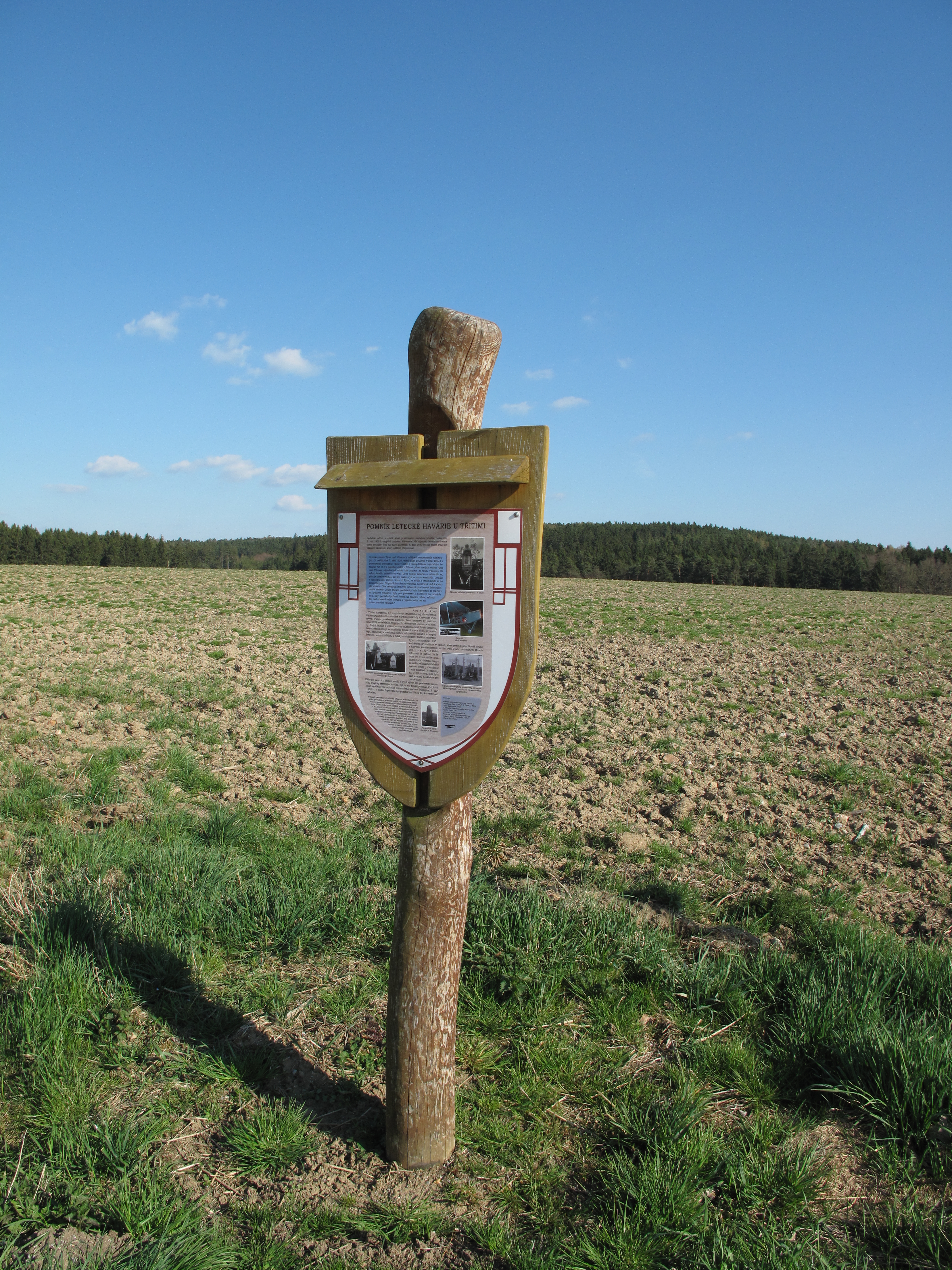
Pomník letecké havárii
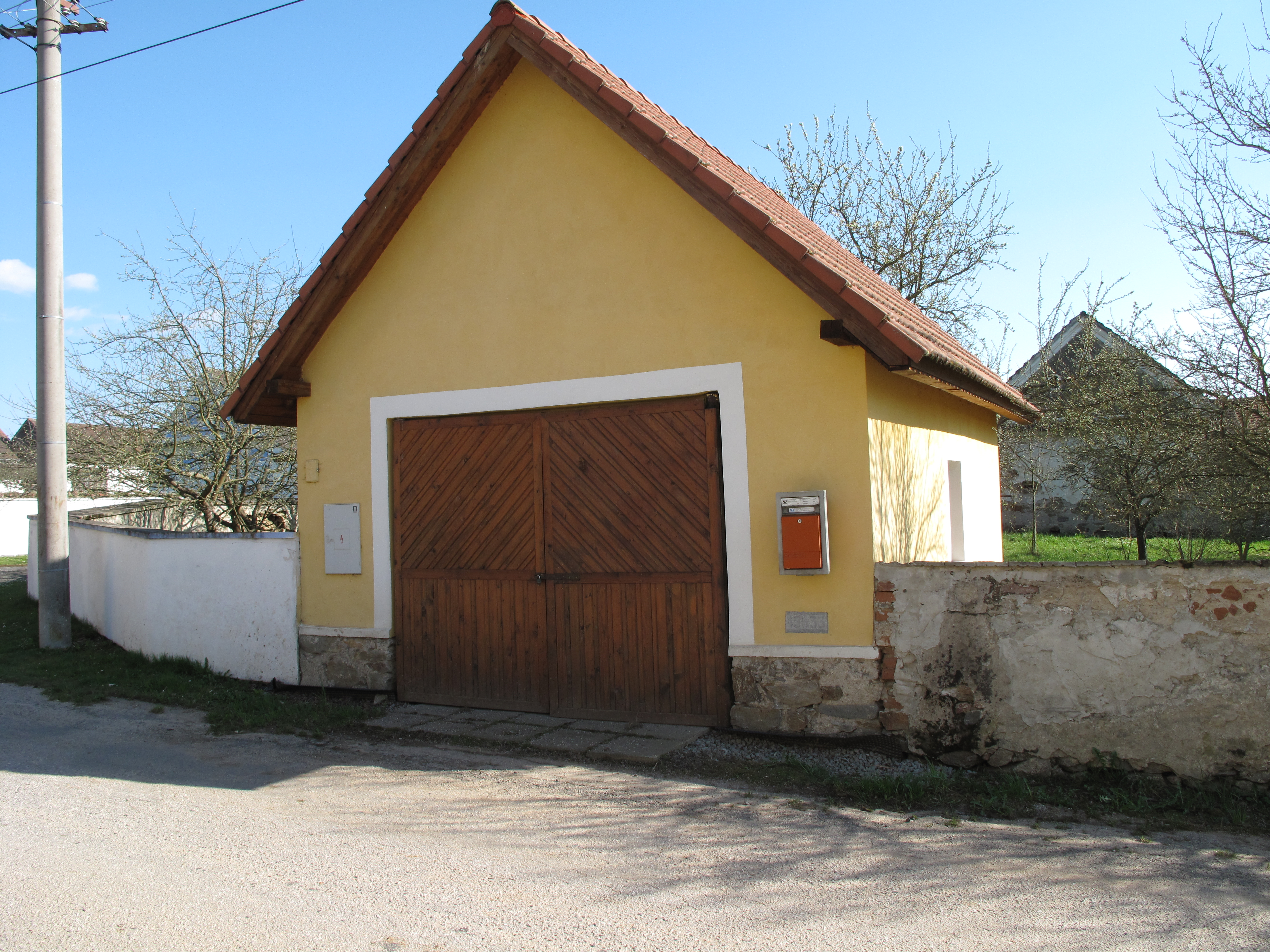
Požární zbrojnice